# Agnes Fay Morgan
Agnes Fay Morgan (* 4. Mai 1884 in Peoria, Illinois; † 20. Juli 1968 in Berkeley, Kalifornien) war eine US-amerikanische Chemikerin und Ernährungswissenschaftlerin.

## Leben
Agnes Fay Morgan war das dritte von vier Kindern von Patrick John Fay und Mary Dooly Fay, beide Emigranten aus Galway, Irland. Sie studierte am Vassar College und später an der University of Chicago, wo sie 1905 ihren Masterabschluss in Chemie machte. Sie unterrichtete dann Chemie für einige Jahre am Simmons College (1905–1906), an der University of Montana (1907–1908) und an der University of Washington (1910–1912). Danach kehrte sie zurück an die University of Chicago, wo sie 1914 bei Julius Stieglitz mit der Arbeit I. The molecular rearrangement of some triarylchloroamines. II. The viscosities of various methyl and ethyl imido-benzoate salts and of para and meta nitro-benzoyl chloramides in moderately concentrated aqueous solutions promovierte.
1915 ging sie nach Kalifornien an die University of California, Berkeley, wo sie Assistenzprofessorin am Institut für Ernährung wurde. 1918 wurde sie Leiterin und 1923 Professorin der neuen Abteilung für Household Science, 1938 ausgegliedert als Home Economics ans College of Agriculture, wo sie bis zu ihrer Pensionierung 1954 wirkte. Schwerpunkte ihrer Forschungen waren die Analyse der Wirkung von Vitaminen und deren Gehalt in Nahrungsmitteln sowie die Auswirkungen von Lagerung und Zubereitung. Sie zeigte, dass der Mangel an bestimmten Vitaminen ebenso wie eine Überdosierung von Vitamin D zu gesundheitlichen Problemen führen kann. Weiterhin untersuchte sie die Auswirkungen von Vitaminen auf den Hormonhaushalt. In ihrem Institut war sie zudem bestrebt, ihr Fachgebiet der Hauswirtschaft auf wissenschaftlichen Boden zu stellen und durch entsprechende Lehrinhalte und Forschungen das Image der ausschließlichen Ausbildung zu guten Ehefrauen und Müttern zu überwinden. Erst sechs Jahre nach ihrer Pensionierung wurde ihre ehemalige Abteilung an der Universität in Ernährungswissenschaften (Nutritional Sciences) umbenannt.
Agnes Fay Morgan heiratete 1908 Arthur I. Morgan, mit dem sie einen Sohn hatte.

## Auszeichnungen (Auswahl)
- 1949: Garvan-Olin-Medaille (American Chemical Society)
- 1954: Borden Award (American Institute of Nutrition)
- 1959: Fellow, American Institute of Nutrition